# Pułk olbrzymów

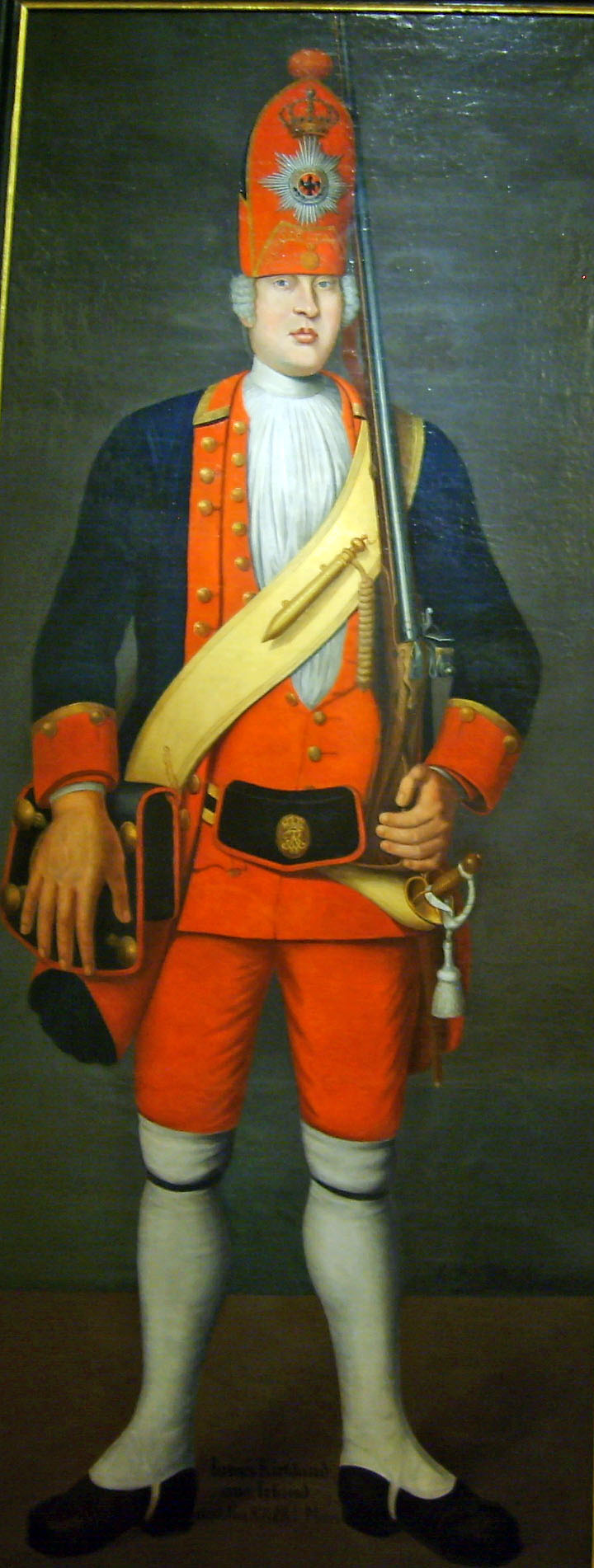
Irlandczyk James Kirkland w barwach Lange Kerls

Pułk olbrzymów, gwardia olbrzymów (niem. Riesen Garde, Potsdamer Riesengarde, Riesen Regiment, potocznie Lange Kerls – Długie chłopy; zasadniczo Altpreußisches Infanterieregiment No. 6) – reprezentacyjny regiment grenadierów złożony z żołnierzy o wzroście przekraczającym 180 cm, stworzony przez króla Prus Fryderyka Wilhelma I.
Pułk został sformowany ok. 1675 roku w sile dwóch batalionów przez ojca króla, Fryderyka I. Po objęciu przez Fryderyka Wilhelma tronu Prus w 1713 roku, władca polecił wcielać do niego wyłącznie wysokich mężczyzn. Rekrutację prowadzono nie tylko w Prusach lecz w całej Europie. Stosowano różne metody rekrutacji i nie zwracano uwagi na pochodzenie kandydatów.
Koszty utrzymania tego nietypowego pułku olbrzymów były ośmiokrotnie wyższe niż koszty utrzymania zwykłego pułku piechoty. Król, sam o wzroście ok. 160 cm, zachwycał się sformowanym oddziałem olbrzymów, który był jego oczkiem w głowie. Koszty utrzymania jednostki nie przekładały się jednak na jej bojową wartość. Żołnierze pełnili funkcje reprezentacyjne i nie brali udziału w walkach. Prezentowani byli jedynie na paradach przed znamienitymi gośćmi królewskiego dworu.
Uniform żołnierza składał się z czerwonej mitry grenadierskiej, niebieskiej kurtki, czerwonych spodni, białych pończoch i czarnych butów. Na uzbrojenie składały się karabiny, białe bandoliery i sztylety. Nominalny wzrost żołnierzy wynosił co najmniej 6 pruskich stóp (ok. 188 cm), choć bywali i żołnierze o wzroście ponad 2 m (np. James Kirkland – 217 cm). W chwili śmierci króla w 1740 regiment liczył 3200 żołnierzy.
Jego syn, Fryderyk II Wielki zmniejszył liczebność oddziału do wielkości batalionu wkrótce po wstąpieniu na tron w 1740 roku. Żołnierze zostali wcieleni do innych jednostek lub przeniesieni do cywila.